# Château de Comborn
Le château de Comborn est un ancien château fort situé sur la commune française d'Orgnac-sur-Vézère dans l'ouest du département de la Corrèze, en région Nouvelle-Aquitaine. Ses parties les plus anciennes remontent au XIe siècle.
Le château fait l'objet d'une inscription partielle au titre des monuments historiques.

## Localisation

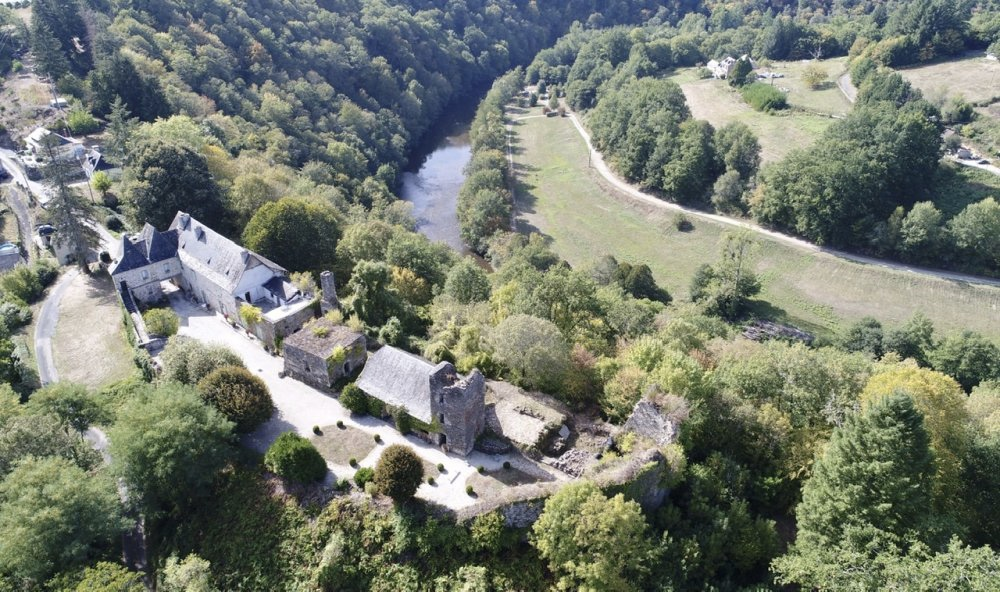
La forteresse, sur un éperon rocheux, domine les gorges de la Vézère.

Construit sur un étroit éperon rocheux, le château-forteresse de Comborn domine d'environ 70 mètres un méandre de la Vézère. Ce site était retiré des itinéraires et des pôles paroissiaux médiévaux.

## Historique

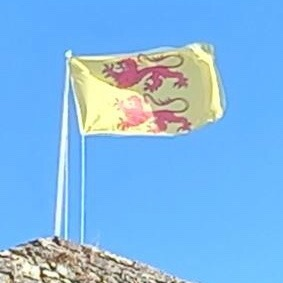
L'étendard de la Vicomté de Comborn, d'or à deux lions léopardés de gueules posés l'un sur l'autre.

Le site de Comborn est occupé depuis l'Antiquité comme cela a été révélé par des fouilles en 2002.
Le château de Comborn est un ancien oppidum au IXe siècle, berceau de la vicomté de Comborn — l'une des quatre vicomtés du Bas-Limousin — au Xe siècle, et des vicomtes de Limoges aux XIIe et XIIIe siècles.
Avant l'an mil, le château en bois, dont quelques vestiges ont été retrouvés, va subir le cheminement architectural classique des forteresses féodales du Limousin.
Au XIe siècle s'effectue la première construction en pierre de la tour maîtresse à quatre niveaux — dont seul le premier subsiste — ainsi que trois salles souterraines dès le XIIe siècle. Le château est détruit aux XIIIe et XIVe siècles, pendant la guerre de Cent Ans. À partir de 1436, Jean Ier, vicomte de Comborn et seigneur de Treignac, fait reconstruire un logis important, ainsi qu'une chapelle consacrée en 1455 à sainte Madeleine. Leurs vestiges sont encore très présents.
Au début du XVIe siècle, la seigneurie passe par héritage aux Pompadour, puis aux seigneurs de Pierre-Buffière et, dès 1649, au marquis du Saillant.
Au milieu du XVIIe siècle, un incendie détruit le château. Un logis est reconstruit en 1753 par le marquis du Saillant, alors propriétaire.
Dans un style XVIIIe rustique limousin, cette demeure possède toutes les caractéristiques d'un château noble avec ses grands et ses petits appartements, son fournil et son pigeonnier, comme le prouvent les différents inventaires retrouvés.

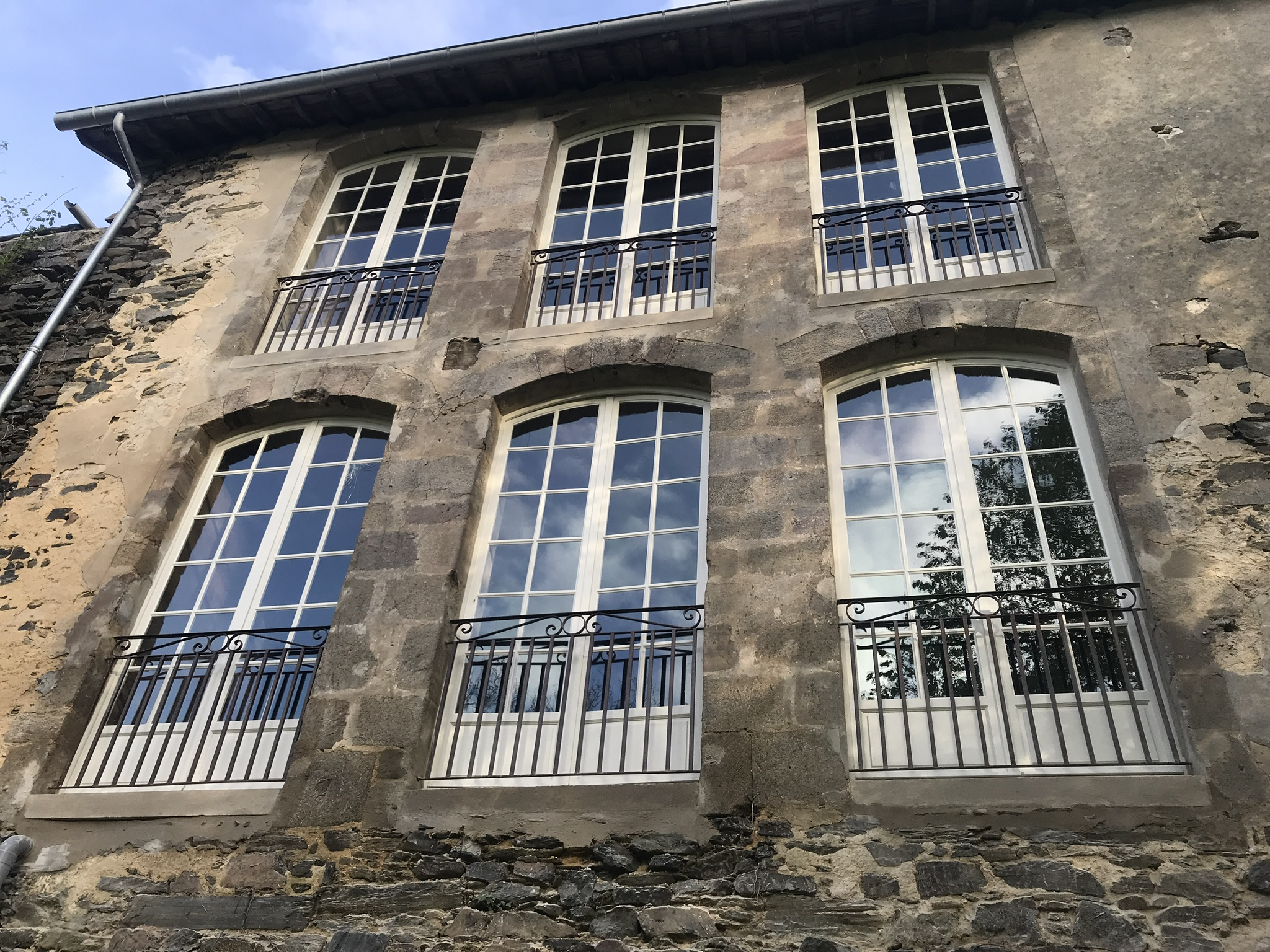
Façade du logis restaurée en 2023.

Depuis, hormis quelques saccages au XIXe siècle, il n'y a pas eu de nouvelle construction. Entre 2020 et 2024 d'importants travaux de sauvegarde et de restauration ont été réalisés.
Le château-forteresse de Comborn, relativement méconnu, possède une histoire riche. Les personnages qui y ont vécu, l'ancienneté de l'occupation et l'importance de la vicomté de Comborn montrent qu'il s'agit d'un des sites majeurs de l'histoire du Limousin.
En 2019, le ministère de la Culture, la Fondation du patrimoine et la mission Stéphane Bern ont sélectionné le site du château de Comborn pour bénéficier d'un soutien financier et contribuer à sa sauvegarde et restauration.

En 2022, l'association Vieilles Maisons Françaises et le Fonds de dotation Belle Main ont décerné un prix permettant la restauration de mobilier ancien de la "chambre de Mirabeau" et la Fondation pour la Sauvegarde de l'Art Français a décerné une dotation pour sauvegarder les vestiges de la chapelle. 

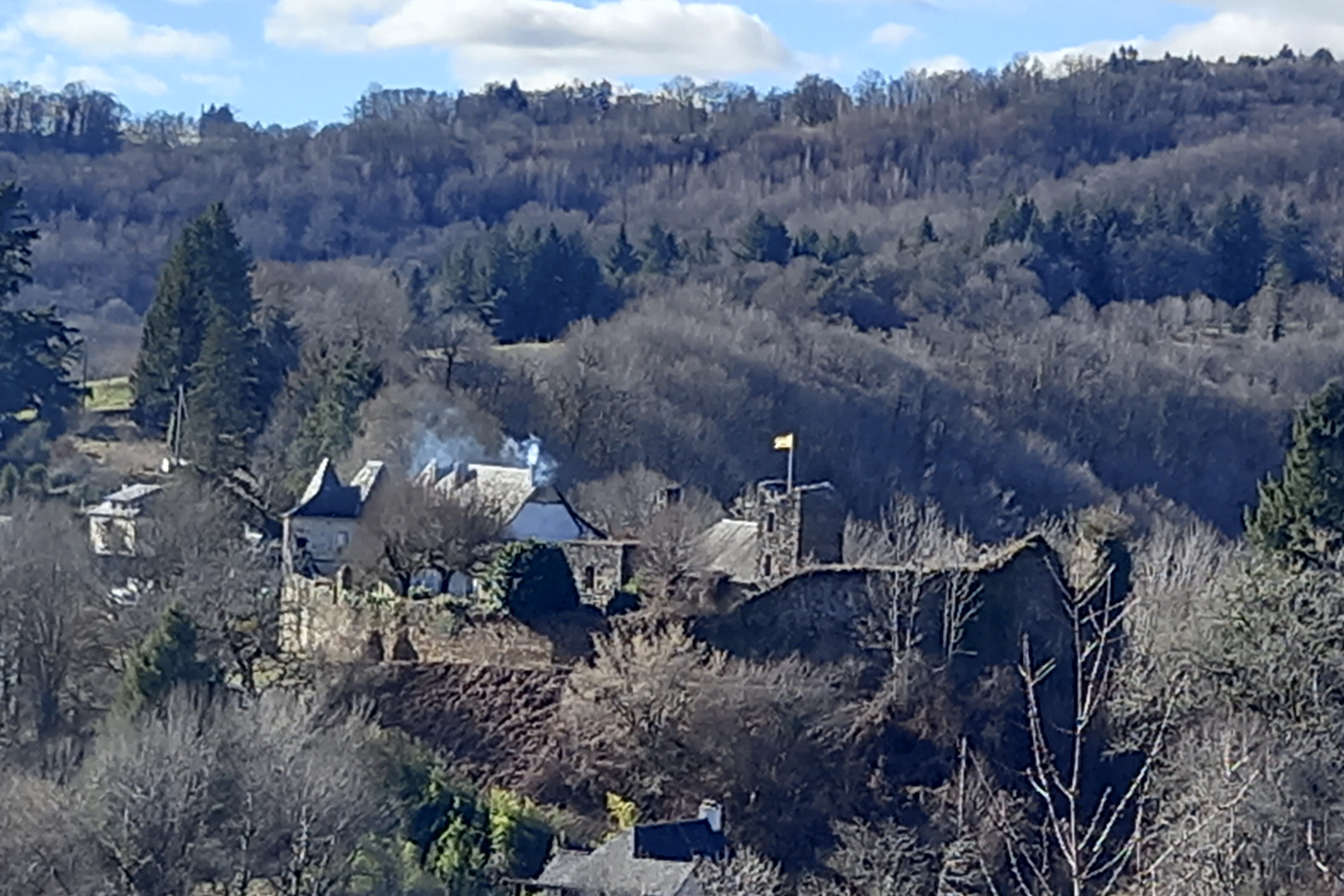
Vue prise du belvédère sur la route d'Estivaux.
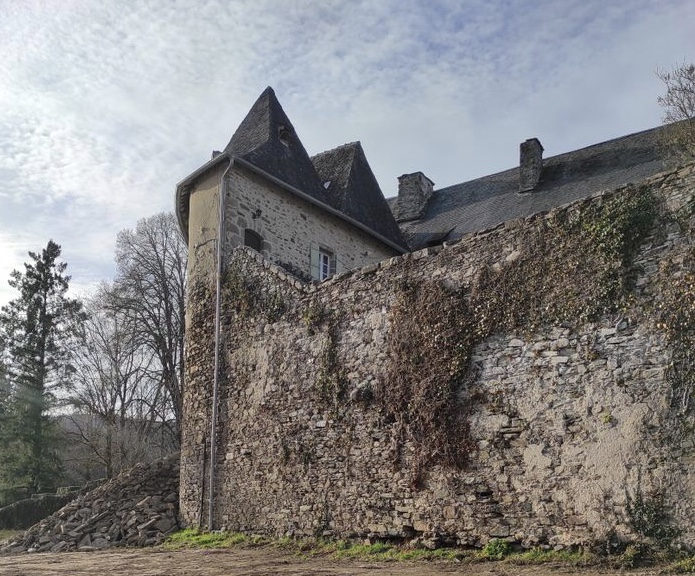
Remparts de la forteresse.
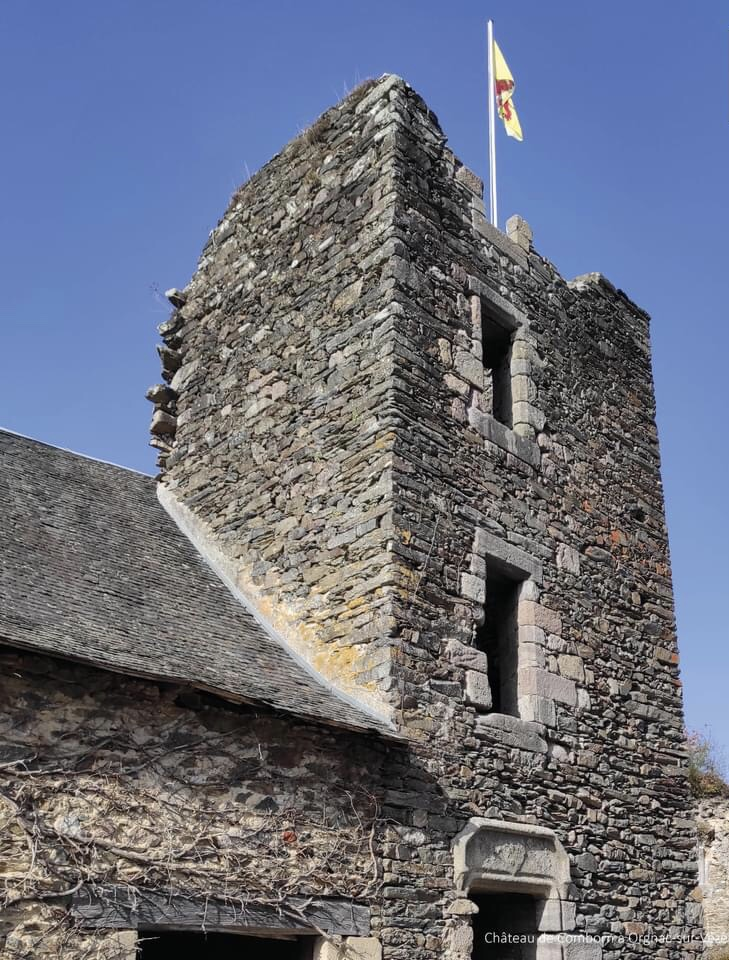
Tour maîtresse.
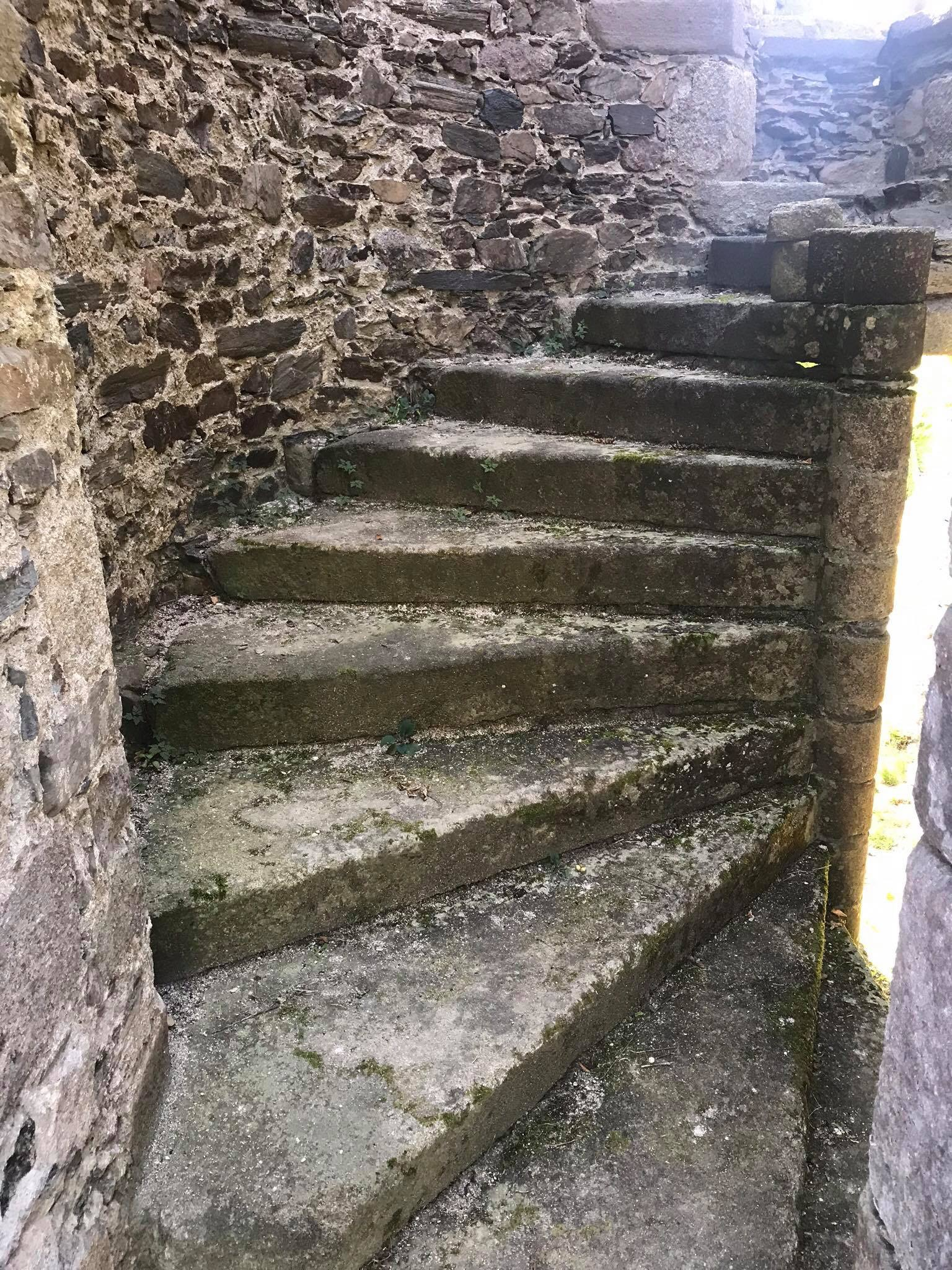
Escalier dans la tour maîtresse.
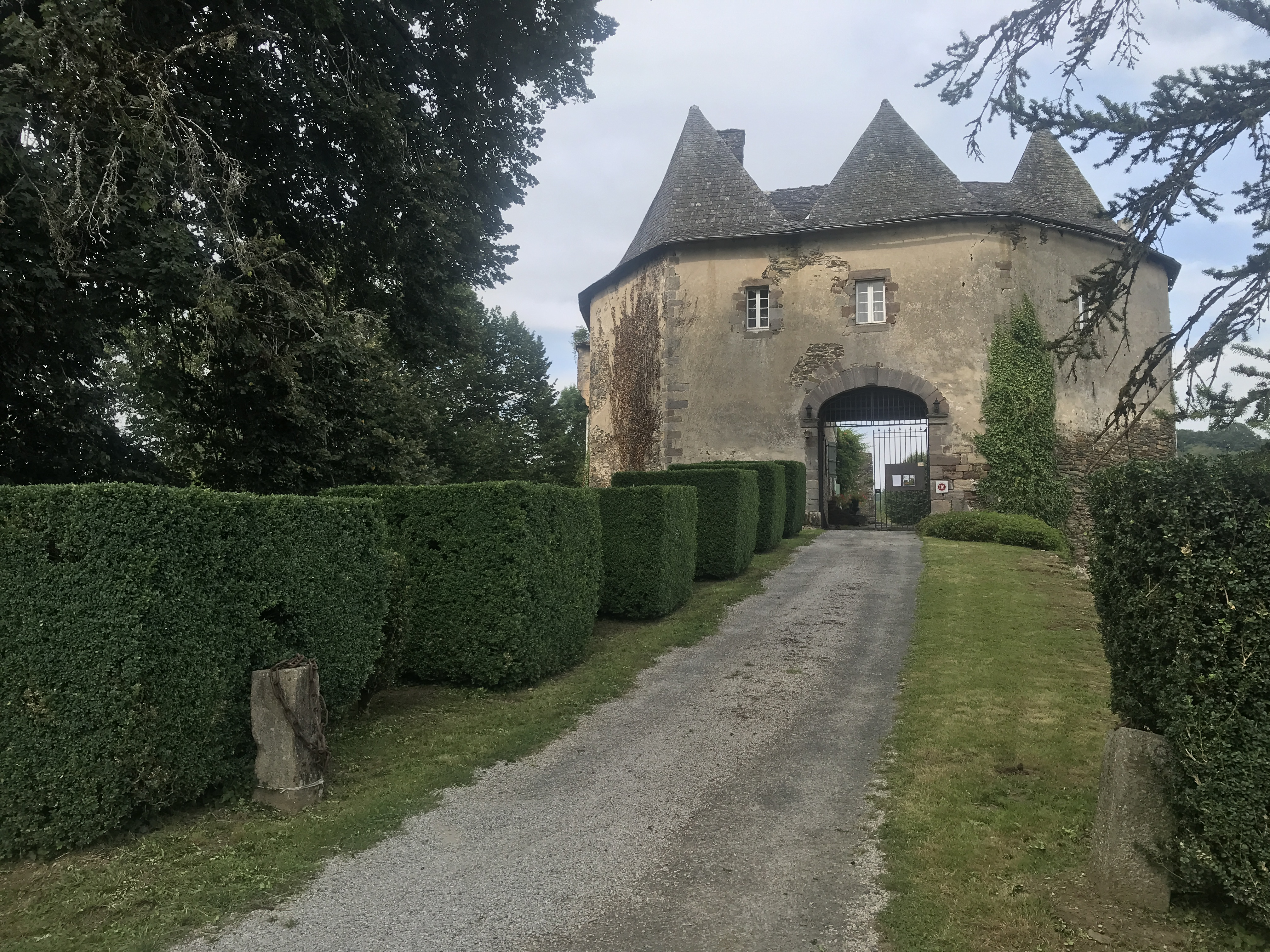
Voie d'accès au château.

## Description
Le château, véritable forteresse médiévale dont il ne reste que des vestiges, date des XIe, XIVe et XVe siècles. Le logis subsistant date du XVIIIe siècle (1753).
C'est une propriété privée.
Pendant une vingtaine d'années jusqu'en 2024 des événements ont été régulièrement organisés : soirées contes et légendes, conférences sur l'histoire du site, visites guidées, danse et musique, "Nuit des châteaux", "Nuit des étoiles", concert du Festival de la Vézère.

## Protection
Sont inscrits par arrêté du 15 octobre 1985 :
- les vestiges médiévaux ci-après en totalité : donjon, tour carrée, chapelle avec sa crypte, salles souterraines, muraille d'enceinte ;
- les façades et toitures du corps de logis du XVIIIe siècle.

## Personnalités liées au château

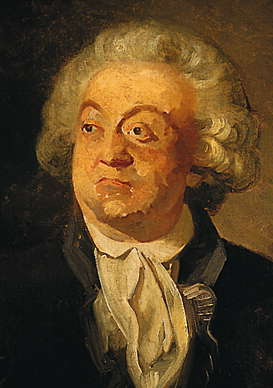
Portrait de Mirabeau, par Joseph Boze.

Le château de Comborn a reçu des hôtes illustres.
Honoré-Gabriel Riqueti, comte de Mirabeau (1749-1791), célèbre orateur pendant la Révolution réside à Comborn quand il rend visite à sa sœur, marquise du Saillant, alors propriétaire du château.
Jean-Baptiste Sirey (1762-1845), célèbre jurisconsulte français dont le nom reste attaché au recueil des lois et arrêts. En 1800, Joséphine de Lasteyrie du Saillant, nièce de Mirabeau, l'épouse et lui apporte Comborn en dot. La famille Sirey garde le château jusqu'en l'an 2000.
Philippe-Auguste Jeanron (1809-1877), peintre, graveur et essayiste, est mort au château de Comborn. La famille Jeanron est inhumée à Orgnac.